# 拉蒙 (佛羅里達州)
拉蒙（英語：Lamont）是位於美國佛羅里達州傑佛遜縣的一個人口普查指定地區。

## 地理
拉蒙的座標為30°22′37″N 83°48′46″W / 30.37694°N 83.81278°W，而該地最高點為海拔高度19米（即63英尺）。

## 人口
根據2010年美國人口普查的數據，拉蒙的面積為6.08平方千米，當中陸地面積為6.08平方千米，而水域面積為0.00平方千米。當地共有人口178人，而人口密度為每平方千米29人。